# تايلور شيرمان
تايلور شيرمان (بالإنجليزية: Taylor Sherman)‏ هو محامي وقاضي وسياسي أمريكي، ولد في 5 سبتمبر 1758 في الولايات المتحدة، وتوفي في 14 مايو 1815 في نفس البلد. انتخب عضو مجلس نواب كونيتيكت.